# Darcie Little Badger
Darcie Little Badger, née Darcie Erin Ryan en 1987, est une romancière, nouvelliste et scientifique américaine. Ses écrits sont spécialisés dans la fiction spéculative, en particulier l'horreur, la science-fiction et la fantasy. Elle est membre de la tribu Apache Lipan du Texas. Elle développe ses histoires avec des personnages et des thèmes Apaches. Elle ajoute également sa voix au futurisme autochtone, un mouvement parmi les artistes et auteurs autochtones qui écrivent de la science-fiction à partir de leurs perspectives historiques et culturelles. Ses œuvres mettent également en scène des personnages qui reconfirment la présence et l’importance des membres de la communauté LGBTQ.

## Jeunesse et éducation
Darcie Little Badger est née Darcie Erin Ryan en 1987 de Patrick Ryan, professeur d'anglais, et d'Hermelinda Walking Woman, webmaster de la tribu Lipan Apache du Texas,. À l'âge de sept ans, elle écrit son premier livre, qui est soumis à la publication avec l'aide de son père et poliment rejeté,. Tout au long de son enfance, Little Badger déménage en raison du travail de son père, mais considère le Texas comme sa maison.
Après avoir obtenu son diplôme du lycée Pleasant Grove à Texarkana, au Texas, Little Badger adopte son nom de famille actuel, conformément à la tradition Lipan. Elle fréquente l'Université de Princeton, où elle obtient une licence en géosciences après avoir été rejetée deux fois du programme d'écriture créative de l'école,. Little Badger obtient son diplôme avec mention en 2010 et est honorée par son département avec le prix Arthur F. Buddington pour l'excellence globale en tant qu'étudiant de premier cycle.
Elle s'inscrit ensuite au programme de doctorat en océanographie de l'Université A&M du Texas, à College Station. Elle écrit sa thèse sur la génomique de Karenia brevis, une espèce de plancton responsable de la marée rouge toxique dans le golfe du Mexique. Pour ses recherches, elle reçoit une bourse de thèse Ford et le prix Chapman de la TAMU pour la recherche des étudiants diplômés, tous deux sous le nom de Darcie Ryan.

## Carrière scientifique
Après avoir obtenu son diplôme de Texas A&M, Little Badger prend un emploi comme rédactrice d'articles scientifiques,. Elle quitte cet emploi après avoir vendu son premier roman, Elatsoe (en) (2020), voulant consacrer toute son énergie à l'écriture.

## Carrière d'écrivaine

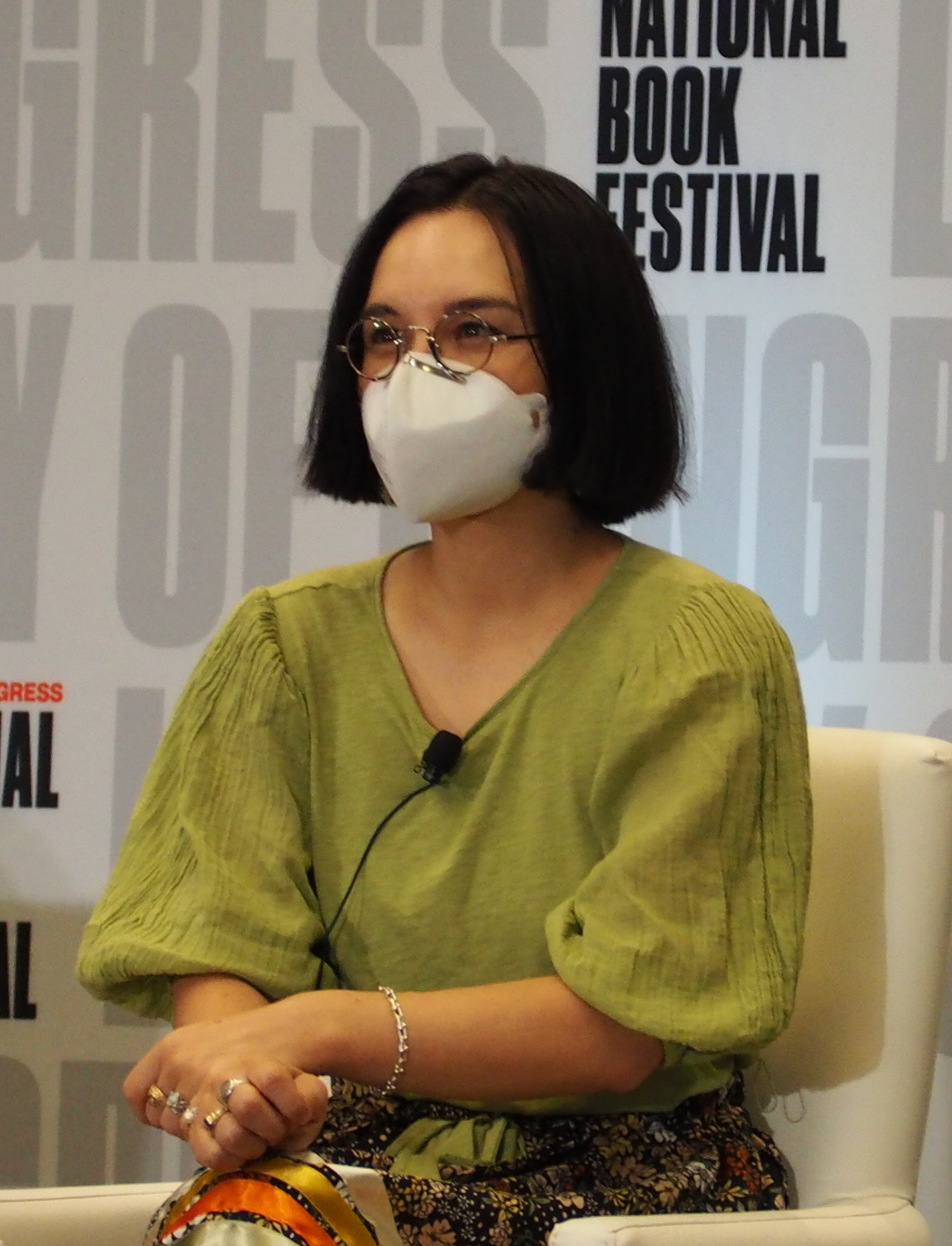
Little Badger pendant le Festival national du livre 2022.

### Fictions courtes et influence Apache
Les nouvelles de Little Badger apparaissent dans de nombreuses publications, notamment Strange Horizons (en), Fantasy Magazine (en), Mythic Delirium et The Dark Magazine, entre autres,,,. Notamment, Little Badger enrichit ses nouvelles avec l'histoire et les traditions des Apaches. Par exemple, deux sœurs Apaches se réunissent dans « Whalebone Parrot » (The Dark Magazine, 2017), une histoire d'horreur victorienne se déroulant à la fin du xixe siècle sur une île de l'Atlantique. Pendant le conflit entre leur tribu et l'armée américaine, les femmes deviennent orphelines et grandissent ensemble dans un « pensionnat indien ». Ainsi, comme le note Little Badger, son histoire est enracinée dans l’histoire des Apaches Lipan, une histoire dont « peu de gens se souviennent ». De même, dans « Owl vs. the Neighborhood Watch » (Strange Horizons, 2017), elle fait revivre une légende amérindienne lorsqu'elle place Owl, un annonciateur surnaturel et métamorphe du mal, dans une histoire se déroulant dans les Appalaches contemporaines.

### Romans
Little Badger commence à écrire son premier roman, Elatsoe (en) en 2017. Elle vend le manuscrit fin 2018 qui est publié en août 2020 par Levine Querido et fait partie de la liste des best-sellers Indibound Young Adult dès sa première semaine. L'histoire se déroule dans le Texas d'aujourd'hui ; le personnage principal, Ellie, est une adolescente asexuelle Lipan Apache de dix-sept ans. Ellie est accompagnée du fantôme de son chien Kirby ; elle utilise les techniques traditionnelles de ses grand-mères pour le ramener à la vie. Kirby et Ellie sont rejoints par l'ami et camarade de classe d'Ellie, Jay, alors qu'ils travaillent pour résoudre le meurtre de son cousin. Dans le même temps, ils affrontent une enclave de vampires qui affligent les habitants près de Willowbee, une ville mystérieuse du sud du Texas,,.
Little Badger commence à écrire son deuxième roman, A Snake Falls to Earth (en), au début de 2020. Il  sort en novembre 2021, également via Levine Querido. L'histoire se concentre sur Nina, une fille Apache Lipan qui essaie d'en savoir plus sur sa grand-mère récemment décédée, qui rencontre un serpent à bouche de coton nommé Oli. Le décor oscille entre le Texas d'un futur proche et une dimension fantastique, d'où Oli est originaire. Le changement climatique joue un rôle central dans l’intrigue de l’histoire.

## Futurisme autochtone
Le futurisme autochtone est un mouvement croissant dans les arts et la littérature dans lequel les écrivains autochtones créent de la science-fiction et de la fantasy avec des personnages et des thèmes tirés des cultures autochtones,. Avec une grande partie de sa science-fiction, Little Badger contribue à ce mouvement. Dans Strangelands, par exemple, Little Badger présente un super-héros de bande dessinée Apache. Dans sa nouvelle « Né łe ! » les personnages principaux sont le capitaine d'un vaisseau interplanétaire Navajo et un vétérinaire Apache Lipan accompagnant 40 chihuahuas en route vers leur foyer permanent sur Mars.

## Organisation communautaire
Little Badger est déléguée de la tribu des Apaches Lipan du Texas au Congrès national des Indiens d'Amérique. Elle est également conseillère scientifique auprès de la tribu.
Little Badger est l'une des plaignantes dans une action civile contre le département de l'Intérieur des États-Unis, où les plaignants cherchent à utiliser des plumes d'aigle dans leurs cérémonies sans crainte de poursuites, une protection qui, après 2012, n'est étendue qu'aux membres des tribus reconnues au niveau fédéral.
En 2014, les plaignants gagnent le procès grâce à une décision de la Cour d'appel des États-Unis pour le cinquième circuit, Le cinquième circuit reconnait la tribu Apache Lipan du Texas comme une tribu amérindienne avec une longue histoire au Texas.
Dans un accord entre les plaignants et le ministère de l'Intérieur, le ministère de l'Intérieur accepte le statut d'Indien d'Amérique des plaignants qui ne sont pas membres d'une tribu reconnue par le gouvernement fédéral et leur accorde des permis à vie pour « posséder, transporter, utiliser, porter, donner, prêter ou échanger entre autres Indiens, sans compensation, tous les oiseaux protégés par le gouvernement fédéral, ainsi que leurs parties ou plumes » pour leur « usage religieux indien »,.
Le 30 novembre 2021, Little Badger est l'une des représentantes de sa tribu qui se rend à Presidio, au Texas, pour assister et participer en tant qu'oratrice à une cérémonie traditionnelle Lipan célébrant le transfert par la ville de Presidio et le comté de Presidio d'un cimetière historique Lipan à la tribu. La célébration, enracinée dans les chants traditionnels des Apaches Lipan, les prières et la langue Lipan, se concentre sur le retour par la communauté locale du Presidio de nombreuses pierres sentinelles qui avaient été retirées des tombes Lipan au fil des ans. Au cours de la cérémonie, Little Badger utilise ses connaissances de géo scientifique pour exprimer « l'endurance et la force » de son peuple Lipan à travers leur lien avec la terre et les rochers autour du lieu de sépulture,.

## Vie personnelle
Litlle Badger est asexuelle. En 2021, elle vit à San Marcos, au Texas.

## Prix et distinctions

### PourElatsoe
- Prix Ignite 2022 : Lauréate du prix du meilleur roman pour jeunes adultes[31]
- Finalistes du premier prix Ursula K. Le Guin de fiction[32]
- Lauréat du prix Andre-Norton de la fiction pour jeunes adultes et pour jeunes adultes[33]
- Finaliste du prix Lodestar 2022 du meilleur livre pour jeunes adultes[34]
- Livre d'honneur Newbery 2022[35]
- Meilleurs romans pour jeunes adultes YALSA 2022[36]
- Finaliste du prix littéraire du Los Angeles Times pour le roman pour jeunes adultes[37]
- Liste des finalistes des National Book Awards 2021 dans la catégorie Littérature pour la jeunesse[38]
- Un des meilleurs livres de 2021 selon Publishers Weekly[39]
- Un best-seller national indépendant, 8 semaines[40],[41],[42],[43],[44],[45],[46],[47]
- Les meilleurs livres pour jeunes adultes de 2021 de Kirkus[48]
- Le choix d'un critique de Tor.com Les meilleurs livres de 2021[49]
- Les meilleurs livres de 2021 de la Bibliothèque publique de New York : adolescents[50]
- Les meilleurs livres de 2021 selon CPL : adolescents[51]

### PourA Snake Falls to Earth
- 2021-2022 : Whippoorwill Book Award Winner[52]
- 2022 : American Indian Youth Literature Awards Honor Book[53]
- 2021 : Prix Locus du meilleur premier roman[54]
- 2021 : Finaliste du Prix Lodestar du meilleur livre pour jeunes adultes[55]
- 2020 : Finaliste du Prix Andre-Norton for Middle Grade and Young Adult Fiction[56]
- Global Read Aloud Selection-Young Adult[57]
- Golden Kite Award Honor-Young Adult Fiction[58]
- PNBA Bestseller[59]
- Best 100 Fantasy Books of All Time du Time[60]
- NPR Best Book of 2020[61]
- BookPage Best Book of 2020[62]
- CPL Best of the Best Books of 2020[63]
- Publishers Weekly Best Book of 2020[64]
- Shelf Awareness Best Children's & Teen Books of 2020[65]
- Finaliste du NEIBA Book Award[66]
- Tor Best Book of 2020[67]
- Kirkus Best YA Book of 2020[68]

### PourSheine Lende
- 2025 : prix Lodestar du meilleur livre pour jeunes adultes

## Ouvrages publiés

### Romans
- (en) Darcie Little Badger, Elatsoe, hardcover 1st, 2020, 362 p. (ISBN 978-1646140053)
- (en) Darcie Little Badger, A Snake Falls to Earth, hardcover 1st, 2021, 352 p. (ISBN 978-1646140923)
- (en) Darcie Little Badger, Sheine Lende: A Prequel to Elatsoe, 2024, 368 p. (ISBN 9781646144020)

### Fiction courte
- (en) Darcie Little Badger, « First Ride of the Day », Vignettes from the End of the World, Apokrupha,‎ 2014.
- (en) Darcie Little Badger, « Siren Song », Dark Eclipse, no 34,‎ 2014.
- (en) Darcie Little Badger, « Nkásht íí », Strange Horizons,‎ 2014 (lire en ligne).
- (en) Darcie Little Badger, « The Sea Under Texas », Quantum Fairy Tales, no 11,‎ 2015.
- (en) Darcie Little Badger, « The Sea Under Texas », Mirror Dance, no 30,‎ 2015 (lire en ligne).
- (en) Darcie Little Badger, « When Whales Fall », The Colored Lens,‎ automne 2015 (lire en ligne).
- (en) Darcie Little Badger, « Né Łe! », Love Beyond Body, Space, and Time,‎ 2016 (ISBN 978-0993997075).
- (en) Darcie Little Badger, « Black, Their Regalia », Fantasy Magazine, no 60,‎ 2016 (lire en ligne).
- (en) Darcie Little Badger, « Spirit's Tincture », Love Beyond Body, Space, and Time,‎ 2016.
- (en) Darcie Little Badger, « Skinwalker, Fast-Talker », No Shit, There I Was,‎ 2017 (ISBN 978-1939840394).
- (en) Darcie Little Badger, « Owl vs. the Neighborhood Watch », Strange Horizons,‎ 2017 (lire en ligne).
- (en) Darcie Little Badger, « The Whalebone Parrot », The Dark, no 29,‎ 2017 (lire en ligne).
- (en) Darcie Little Badger, « Kelsey and the Burdened Breath », New Suns, Solaris,‎ 2019 (ISBN 978-1781085783).
- (en) Darcie Little Badger, « Robo-Liopleurodon », The New Voices of Science Fiction, Tachyon,‎ 2019 (lire en ligne).
- (en) Darcie Little Badger, « Homecoming », Take the Mic: Fictional Stories, Scholastic Publishing,‎ 2019 (ISBN 978-1338343700).
- (en) Darcie Little Badger, « Grace », Take the Mic: Fictional Stories, Scholastic Publishing,‎ 2019 (ISBN 978-1338343700).
- (en) Darcie Little Badger, « Story for a Bottle », Love After the End, Bedside Press,‎ 2019 (ISBN 978-1988715247).
- (en) Darcie Little Badger, « Unlike Most Tides », Drabblecast, no 425,‎ 2020 (lire en ligne).
- (en) Darcie Little Badger, « Venom and Bite », Glitter + Ashes, Neon Hemlock Press,‎ 2020.
- (en) Darcie Little Badger, « The Orphan of Greenridge (Water) », The Dystopia Triptych #1, Self-published,‎ 2020 (ISBN 978-1796549591, lire en ligne).
- (en) Darcie Little Badger, « How to Use Your Visor (Fire) », The Dystopia Triptych #1, Self-published,‎ 2020 (ISBN 978-1796549522, lire en ligne).
- (en) Darcie Little Badger, « Making Faces (Earth) », The Dystopia Triptych #1, Self-published,‎ 2020 (ISBN 978-1796549652, lire en ligne).
- (en) Darcie Little Badger, « The Dancers », Jim Henson's the Storyteller: Shapeshifters #2, Boom! Studios,‎ 2022.